# Hetjur Valhallar - Þór
Hetjur Valhallar - Þór (em inglês: Legends of Valhalla: Thor ou Thor: Legend of the Magical Hammer; no Brasil: A Lenda de Valhalla - Thor também chamado de Thor - Lendas de Valhalla ou Thor: A Lenda de Valhalla; no Portugal: Thor: O Martelo dos Deuses) é um filme de animação de fantasia, produzido pela CAOZ, Ulysses e Magma Films. É baseado em histórias sobre Thor, o deus do trovão da Mitologia Nórdica. O filme é o primeiro filme de animação completo a ser produzido na Islândia. Foi lançado em 14 de outubro de 2011 em Reykjavík.

## Enredo
Junto com sua mãe, Thor vive em um pacífico vilarejo Segundo a lenda, Thor é filho de Odin, o rei dos deuses, o que faz com que a população local acredite que eles nunca serão atacados por gigantes. Porém, certo dia, um exército de gigantes esmaga a aldeia e leva os moradores até sua rainha. Nocauteado, Thor fica para trás e precisa salvar seus amigos. Para isso, ele terá a ajuda de uma arma mágica, o martelo Esmagador.

## Elenco
- Justin Gregg como Thor.
- Paul Tylak como Esmagador.
- Nicola Coughlan como Edda.
- Liz Lloyd como Hel.
- Alan Stanford como Odin.
- Emmett J Scanlan como Sindri.
- J. Drew Lucas como Thrym.
- Mary Murray como Freyja.
- Lesa Thurman como mãe.
- Gary Hetzler como avô.
- Hillary Kavanagh como Velhice.